# 592

## Nașteri
- dată necunoscută: Khalid ibn al-Walid căpetenie musulmană (d. 642)

## Decese
- dată necunoscută: Faroald I de Spoleto  (n. ?)